# 安藤正次
安藤 正次（あんどう まさつぐ、1878年9月13日 - 1952年11月18日）は、日本の国語学者。第3代台北帝国大学総長、東洋大学教授、文部省国語審議会会長。

## 経歴
1878年、埼玉県に生まれる。上田萬年に私淑し、神宮皇學館本科を経て、1904年東京帝国大学文科大学選科を修了。同年、神宮皇學館教授となり、1916年に文部省より国語に関する調査を嘱託される。1917年に日本女子大学校教授、1928年台北帝国大学教授。1941年からは同大学総長となり、1945年に辞任して帰国。
1945年には文部省国語審議会会長となって、国語国字問題の解決に尽力し、翌1946年には当用漢字および現代仮名遣いが制定された。同年には国民の国語運動連盟の代表として、首相に憲法の書き方を口語体にするよう求めるなど7項目について建議している。また、国立国語研究所の設立にも奔走した。1946年に東洋大学教授に任じられ、1950年に同大学院長。この間、立正大学・昭和女子大学・法政大学・駒澤大学等の教授を兼任した。

## 著作
- 『日本文化史』第1巻〈古代〉大鐙閣、1922年
- 『古代国語の研究』内外書房〈内外思想叢書〉、1924年
- 『小さい国語学』広文堂書店、1924年
- 『言語学概論』早稲田大学出版部〈文化科学叢書〉、1927年
- 『国語学概説』広文堂、1929年
- 『国語学通考』六文館、1931年
- 『古典と古語』三省堂、1935年
- 『直毘霊：神の道とやまと心』教学局〈日本精神叢書〉、1939年
- 『木麻黄』私家版、1939年（※歌集）
- 『国語国字の問題』河出書房、1947年
- 『国語と文化』創元社〈百花文庫〉、1947年
- 『国語学』三省堂出版、1948年
- 『国語国字問題を説く』大阪教育図書、1948年
- 『国語の概説：言語篇学習のしおり』明治書院、1952年
- 『安藤正次著作集』全7巻、雄山閣、1973-75

### 翻訳
- 『ドイツ小学読本：第1-8学年』世界文庫刊行会、1923年-1925年
- 『選集世界小学読本：1-6学年』世界文庫刊行会、1927年
- 『ドイツの読本』春陽堂文庫、1938年

### 記念論集
- 『安藤教授還暦祝賀記念論文集』三省堂、1940年